# Melanagromyza chillcotti
Melanagromyza chillcotti este o specie de muște din genul Melanagromyza, familia Agromyzidae, descrisă de Spencer în anul 1986.
Este endemică în North Carolina. Conform Catalogue of Life specia Melanagromyza chillcotti nu are subspecii cunoscute.